# جایزه بزرگ چین ۲۰۰۸
جایزه بزرگ چین ۲۰۰۸ (با عنوان رسمی جایزه بزرگ فرمول ۱ چین سینوپک ۲۰۰۸ (به انگلیسی: 2008 Formula 1 Sinopec Chinese Grand Prix)) یک مسابقهٔ موتوری فرمول یک بود که در ۱۹ اکتبر ۲۰۰۸ در پیست بین‌المللی شانگهای برگزار شد. این مسابقه، هفدهمین مسابقه و مسابقهٔ ماقبل آخر مسابقات فرمول یک فصل ۲۰۰۸ بود. در این این مسابقه که در ۵۶ دور برگزار شد، لوییس همیلتون با تیم مک‌لارن با آغاز مسابقه از پل پوزیشن، به پیروزی دست یافت. فلیپه ماسا، رانندهٔ فراری دوم شد و کیمی رایکونن در خودروی دیگر فراری در جایگاه سوم قرار گرفت. این مسابقه، دویستمین پیروزی در یک مسابقهٔ جایزه بزرگ برای یک رانندهٔ بریتانیایی بود.

## جدول رده‌بندی قهرمانی پس از مسابقه
|       | ج. | راننده        | امتیاز |
| ----- | -- | ------------- | ------ |
|       | ۱  | لوییس همیلتون | ۹۴     |
|       | ۲  | فلیپه ماسا    | ۸۷     |
|       | ۳  | رابرت کوبیکا  | ۷۵     |
|       | ۴  | کیمی رایکونن  | ۶۹     |
|       | ۵  | نیک هایدفلد   | ۶۰     |
| منبع: |    |               |        |

|       | ج. | سازنده       | امتیاز |
| ----- | -- | ------------ | ------ |
|       | ۱  | فراری        | ۱۵۶    |
|       | ۲  | مک‌لارن-مرسدس | ۱۴۵    |
|       | ۳  | ب‌ام‌و سائوبر  | ۱۳۵    |
|       | ۴  | رنو          | ۷۲     |
|       | ۵  | تویوتا       | ۵۲     |
| منبع: |    |              |        |